# Свято-Духов монастырь (Волгоград)
Свя́то-Ду́хов монасты́рь в Волгограде — мужской православный монастырь, преобразованный в  1912 году из архиерейского подворья, выстроенного в 1908—1911 годах иеромонахом Илиодором (Труфановым) по благословению епископа Саратовского и Царицынского Гермогена (Долганёва). Получил всероссийскую известность благодаря агрессивным черносотенным проповедям Илиодора, на которые собирались многотысячные толпы, а затем голодовкой прихожан, протестовавших против выдворения иеромонаха из города.
Был преобразован в женский монастырь в 1913 году, закрыт Советской властью в 1918 году. Служил исправительным лагерем, коммуной, детским домом, общежитием, ремонтной мастерской и воинской частью. Вновь открыт в 1992 году архиепископом Волгоградским и Камышинским Германом. На территории монастыря находятся резиденция волгоградского архиерея и Православный университет Сергия Радонежского.

## Расположение
Монастырь расположен в Дзержинском районе Волгограда, на возвышенности Сибирь-гора у пересечения двух важных магистралей: проходящей через весь город Второй Продольной и уходящего в сторону Москвы проспекта Маршала Жукова. С двух других сторон территория ограничена улицами Чапаева и Онежской.
Официальный адрес монастыря: Россия, 400132, Волгоград, ул. Чапаева, 26.

## История

### До открытия. Архиерейское подворье
В начале XX века территория монастыря находилась непосредственно за чертой города и, скорее всего, пустовала. Комитет по строительству обители был образован 16 мая 1903 года, а 17 февраля 1904 года городская дума утвердила передачу участка под архиерейское подворье Саратовской епархии, где Царицын являлся вторым по значению городом. В 1905 году здесь появились первые сооружения: летняя церковь Сошествия Св. Духа на апостолов, поначалу вмещавшая около 100 человек (площадь четверика 12x12 метров) и крошечный дом пономаря. Автором зданий, вероятно, был епархиальный архитектор Алексей Салько. Трапезная и колокольня к церкви были пристроены лишь в 1907 году, 28 октября состоялось освящение.
Заведовать подворьем с 1 марта 1908 года Гермоген поставил иеромонаха Илиодора, который за литературную деятельность в Почаевской лавре был переведён в Саратовскую епархию.

### Слава и изгнание Илиодора
Я могу выстроить грандиозный монастырь, но это будет в ущерб для более важного дела. В России Святой ведь обителей много, но некому в них кормить духовной пищею приходящий православный народ. Зачем же, заем созидать мёртвые камни, которые, быть может, через несколько десятков лет будут обращены в пепел китайскою конницею. И будут сокрушены именно потому, что одни духовные руководители православного русского народа не хотят, не могут, а другим не дают заботиться о воспитании, обделавнии живых камней — народных бессмертных душ.
А в одном из писем в Синод он писал: «К созерцательной иноческой жизни я не способен, не искал её, когда шёл в монахи. Я искал боевой монашеской жизни и деятельности. Это моё призвание, это моя истинная жизнь».
Проповеди Илиодора постепенно привлекли толпы богомольцев, которые бесплатно трудились на обитель. Во дворе монастыря были сделаны подземные катакомбы, по примеры древних христиан. Подземные ходы вели под храм и остальные здания. Подземелья обкладывались кирпичом, перекрывались сводами. Планы их держались в секрете. Создавался монастырь-крепость с идеей «осаждённой крепости», противостоящей «погибающему миру».
На богослужения, особенно праздничные, приходили до десятка тысяч человек. В крестных ходах, лишь внешне отдалённо напоминавших богослужение, принимали участие тысячи людей; современник вспоминал: «Становятся певчие в числе более 1000 человек. Из ворот монастыря выносят 11 исторических картин громадного размера: „Русь идет“, „Николай II“, „Государыня и наследник“, „Смерть Сусанина“, „Минин“, портреты других императоров…»; 15 августа 1911 года под руководством Илиодора жгли «гидру революции», сплетённую из соломы (с огненными крыльями, зубами и жалом), а после давалось угощение из колбасы, кваса, конфет и винограда — на 900 человек.
Илиодор резко нападал на местную администрацию, в частности — на саратовского губернатора графа Татищева, которого призывал «выпороть на царской конюшне». Когда в 1909 году Синод запретил Илиодора к служению, тот назвал распоряжение Синода «безблагодатным и беззаконным» и продолжал служить. Синод постановил перевести Илиодора в Минск, но Илиодор не поехал и через Распутина добился встречи с императрицей Александрой Фёдоровной и отмены постановления. Более того, его оппонент Татищев в 1910 году был переведён на службу в Петербург.
В 1911 году в числе братии было 3 иеромонаха, хор певчих из 10 послушников, 5 монахов. В конце 1911 года, 16 декабря, на квартире епископа Гермогена Илиодор, юродивый Митя, писатель Родионов и другие потребовали от Распутина порвать связи с царской семьей и покаяться в грехах. Это стоило Илиодору поддержки Распутина. Его противостояние с Синодом и епископатом закончилось поражением. В январе 1912 года было приведено в исполнение постановление Синода о заточении Илиодора во Флорищеву пустынь Владимирской епархии.

### Монастырь в Российской империи
В 1913 году монастырь был преобразован в женский.

### Судьба комплекса в СССР
В 1923 г. монастырь был закрыт, а здания заняты различными учреждениями. В годы Великой Отечественной войны здесь размещались ремонтные мастерские, затем — воинская часть.

### Возрождение
Фазанарий с несколькими редкими птицами открылся в монастыре в апреле 2010 года. Благоустройством фазанария занимаются монашествующие и студенты Православного университета.
К обители в 2011 году приписана часовня Иоанна Богослова на склоне берега реки Царицы у Второй Продольной магистрали.
Число монашествующих в начале 2012 года составляло 13 человек.

## Настоятели
Первым настоятелем монастыря в апреле 1912 года стал иеромонах Иринарх (Шемановский), до Царицына 13 лет возглавлявший православную миссию на Ямале (главный музей Салехарда и теперь назван его именем). Образованный дворянин с его симпатиями к социалистам и нацменьшинствам не смог найти общего языка с взращенной Илиодором паствой и уже через несколько месяцев был переведён в Сеул для управления корейской миссией.
Временно управлять монастырем с 8 августа 1912 года стал иеромонах Владимир (Терентьев) (впоследствии погибший в советской ссылке и признанный Саратовской епархией местночтимым святым)
После преобразования монастыря в женский настоятельницей до самой ликвидации обители была монахиня (с 1915 года — игуменья) Павла (Липовская), она открыла в монастыре приходскую школу и организовала сооружение зимней церкви, пристроенной к западной стороне Свято-Духовского храма. После 1918 года игуменья Павла была репрессирована.
С 1992 года обязанности настоятеля исполнял митрополит Волгоградский и Камышинский Герман. В течение нескольких лет обязанности благочинного монастыря исполнял игумен Варсонофий (Лаврищев). В октябре 2011 года по его прошению игуменом назначен иеромонах Гавриил (Куликов) (освобождён от обязанностей 27 августа 2020 года). В 2023 году исполняющим обязанности настоятеля Свято-Духовского монастыря был архимандрит Гавриил (Головко). 23 августа 2023 года священноархимандритом монастыря назначен митрополит Волгоградский и Камышинский Феодор (Казанов). 11 октября 2023 года наместниом монастыря был назначен архимандрит Гавриил (Головко).